# کومسامولسکایا
کومسامولسکیا (روسی: Комсомо́льская) یکی از ایستگاه‌های متروی مسکو است.